# Cantone di Varilhes
Il Cantone di Varilhes era una divisione amministrativa dell'arrondissement di Pamiers.
A seguito della riforma approvata con decreto del 18 febbraio 2014, che ha avuto attuazione dopo le elezioni dipartimentali del 2015, è stato soppresso.

## Composizione
Comprendeva i comuni di:
- Artix
- Calzan
- Cazaux
- Coussa
- Crampagna
- Dalou
- Gudas
- Loubens
- Malléon
- Montégut-Plantaurel
- Rieux-de-Pelleport
- Saint-Bauzeil
- Saint-Félix-de-Rieutord
- Ségura
- Varilhes
- Ventenac
- Verniolle
- Vira